# Sheep
Sheep é uma canção de 1986, lançada no álbum London 0 Hull 4, pela extinta banda inglesa The Housemartins.

## Detalhes do single
- 7" - B-Side: Drop Down Dead (GOD 9)
- 12" - I'll Be Your Shelter, Anxious, Drop Down Dead, People Get Ready (GOD x 9)